# Stazione di Sassuolo Terminal
Stazione di Sassuolo vasútállomás Olaszországban, Sassuolo településen.

## Vasútvonalak
Az állomást az alábbi vasútvonalak érintik:
- Modena–Sassuolo-vasútvonal

## Kapcsolódó állomások
A vasútállomáshoz az alábbi állomások vannak a legközelebb:
- Sassuolo Quattroponti vasúti megálló (Stazione di Modena, Modena–Sassuolo-vasútvonal)